# جينيشي كوادزومي
جينيشي كوادزومي (1883-1953) (بالإنجليزية: Gen'ichi Koidzumi)‏ هو عالم نبات ياباني.